# کرالبس
کرالبس (به اسپانیایی: Queralbs) یک شهرستان در اسپانیا است که در کاتالونیا واقع شده‌است.

## خصوصیات
کرالبس ۹۳٫۴۷ کیلومترمربع مساحت و ۱۹۷ نفر جمعیت دارد و ۱٬۲۳۶ متر بالاتر از سطح دریا واقع شده‌است.